# Tetragoneuria spinosa
Tetragoneuria spinosa är en trollsländeart som först beskrevs av Hagen in Selys 1878.  Tetragoneuria spinosa ingår i släktet Tetragoneuria och familjen skimmertrollsländor. IUCN kategoriserar arten globalt som otillräckligt studerad. Inga underarter finns listade i Catalogue of Life.